# 壯四
壯四，是台灣宜蘭縣宜蘭市的一個傳統地域名稱，位於該市東部。相較於今日行政區，其範圍大致為黎明里東北大半部。

## 歷史
台灣清治末期，壯四地區為一街庄，稱為「壯四庄」，隸屬於民壯圍堡。該庄東與壯五庄為鄰，南與美福庄、壯二庄為鄰，西邊為壯三庄，北邊為壯七庄。
1901年（日治明治三十四年）11月，廢縣廳改設二十廳，該庄隸屬於宜蘭廳，編入第十六區。1905年（明治三十八年）7月，第十六區改名「民壯圍區」。1909年（明治四十二年）10月，合併二十廳為十二廳，該庄仍隸屬於宜蘭廳。1920年（大正九年），廢十二廳改設五州二廳，該庄改制為「壯四」大字，隸屬於臺北州宜蘭郡壯圍庄。1940年10月宜蘭街升格為宜蘭市，壯四大字併入宜蘭市。
戰後宜蘭市改制為縣轄市，隸屬於臺北縣，大字改制為里。1950年10月，北、基、宜分治，宜蘭市改隸屬於宜蘭縣。

## 聚落
本地區發展較早的聚落有壯四、上七結等，在日治期初期的官方地圖上已有記載。

## 交通
國道5號又稱「北宜高速公路」，是橫跨台灣東西部的高速公路，大致以北向南蜿蜒經過壯四地區東部凸出部分。由該道路向北轉西北可前往坪林、石碇、南港並止於國道3號南港系統交流道，向南可前往達羅東、蘇澳等地。
省道台9線（環市東路二段）又稱「東部幹線」，大致以北向南經過本地區西北部。由該道向北繞過宜蘭市區東側可前往礁溪、頭城西南部、坪林、石碇、新店等地，向南可前往五結、羅東、冬山、蘇澳等地。
省道台7線（東港路）俗稱「北部橫貫公路」，是桃園大溪至壯圍的幹道，大致以西北西—東南東走向經過本地區中北部近邊界地帶。由該道路向西北西可前往宜蘭市中心、員山、大同、復興、大溪等地，向東南東可前往壯圍公館並止於省道台2線路口。
鄉道宜14線（黎明路）是外員山至壯五的道路，大致以西向東經過本地區中部偏南地帶。由該道路向西可前往壯三、四鬮東北部、珍子滿力、外員山並止於省道台7線路口，向東可前往壯五並止於鄉道宜9線路口。
鄉道宜11線（黎明二路）是延平至東津的道路，大致以北向南轉北北西—南南東走向經過本地區中部。由該道路向北可前往壯七並止於縣道191號路口，向南可前往壯二與美福、南興交界地帶並止於橋頭附近鄉道宜16線路口。
鄉道宜19線（黎明三路）是壯四至南津的道路，大致以北向南經過本地區西北端。由該道路向北可前往壯七西南部並止於省道台7線路口，向南可前往壯三東南部、壯二中部並止於鄉道宜18線路口。